# Вито, Элио
Элио Вито (итал. Elio Vito; род. 12 ноября 1960, Неаполь) — итальянский политик, министр по связям с парламентом Италии (2008—2011).

## Биография
Родился 12 ноября 1960 года в Неаполе, сын торговца скобяными изделиями из Фуоригротты в провинции Неаполь. Получил высшее образование в социологии, защитив дипломную работу на тему о способности средств массовой информации по-разному трактовать одни и те же результаты выборов. Пришёл в политику, начав с работы звукооператором в неаполитанской редакции Radio Radicale в период процесса Энцо Торторы в 1983—1985 годах. Из-за нехватки персонала был привлечён к журналистской работе, начал брать интервью.
С 1988 по 1992 год состоял в коммунальном совете Неаполя, в 1992 и 1994 годах избирался в Палату депутатов Италии по «списку Паннеллы».
С 1992 по 1994 год состоял во фракции европейских федералистов Палаты депутатов Италии 11-го созыва. С 1994 по 2008 год — во фракции партии «Вперёд, Италия» Палаты 12-го — 15-го созывов. В Палате 16-го созыва в 2008—2013 годах — во фракции партии «Народ свободы».
С 8 мая 2008 по 16 ноября 2011 года являлся министром по связям с парламентом в четвёртом правительстве Берлускони.
В 2013 году избран в Палату депутатов 17-го созыва по списку «Народа свободы», после распада этой партии перешёл в возрождённую партию Берлускони «Вперёд, Италия», с 17 мая 2013 по 21 июля 2015 года являлся председателем IV комиссии (по обороне).

## Личная жизнь
В 11-й Палате депутатов в 1992 году Элио Вито получил прозвище «il Miracolato», то есть «чудесным образом спасённый», поскольку прошёл в депутаты, получив на выборах только 576 голосов, благодаря отказу от своих мандатов многих однопартийцев, имевших над ним преимущество. По утверждению журналиста Маттиа Фельтри, у Вито есть и другое прозвище — «Мурена» — поскольку эта рыба невелика по размеру, но если укусит добычу, то не разожмёт челюсти, пока будет жива. В 2007 году архиепископ Сальваторе Физикелла обвенчал его в часовне Палаты депутатов с адвокатом Сильвией Чирокки, у супругов есть сын. Элио Вито болеет за «Ювентус».